# Ars Ludi
Ars Ludi è un ensemble di percussioni a organico variabile, fondato nel 1987 e insignito del Leone d'Argento alla Biennale Musica di Venezia 2022.

## Storia
Fondato nel 1987 da Antonio Caggiano e Gianluca Ruggeri a cui si aggiunse nel 1988 Alessandro Tomassetti e nel 1989 Rodolfo Rossi.
L’ensemble ha collaborato con compositori quali Giorgio Battistelli, Louis Andriessen, Jacob TV, Alvin Curran e Francesco Filidei realizzandone prime esecuzioni.
Dalla sua fondazione a oggi ha commissionato composizioni a molti compositori italiani e stranieri quali Volker Heyn,Lorenzo Pagliei,Carlo Galante, Mauro Cardi, Lucio Gregoretti e Marcello Filotei.
Il gruppo si è esibito in molte stagioni concertistiche quali: Istituzione Universitaria dei Concerti di Roma, Ravenna Festival, Accademia Filarmonica Romana, Musica per Roma, I Concerti della Normale, Bonaventura Barattelli, Nuova Consonanza e i Concerti del Quirinale.
Ha preso parte a importanti festival internazionali quali RomaEuropa, Monday Evening Concert di Los Angeles, Fyilkingen di Stoccolma, Aterforum di Ferrara, Maggio Musicale Fiorentino, Milanesiana, Malta International Arts Festival, REC Festival di Reggio Emilia, FastForward Festival, Sagra Musicale Malatestiana di Rimini e Miti di Musica a Napoli.
Presente anche in eventi culturali speciali come La Notte Bianca, Festival delle Letterature, Musica per il Paesaggio.
Ars Ludi presenta una discografia fatta di 7 CD tre dei quali dedicati a John Cage e uno a Giorgio Battistelli.
Da anni i componenti dell’ensemble svolgono un’intensa attività  didattica con laboratori, seminari e masterclass. Caggiano all’Accademia Chigiana di Siena, Rossi e Ruggeri a San Marino International Courses.
Ars Ludi si caratterizza per essere un ensemble che lavora per la creazione di contenuti che ampliano la dimensione tradizionale del mettere in musica, aprendo ad un orizzonte capace di includere ed integrare il linguaggio musicale con quello proprio del cinema, del teatro e delle arti figurative avvalendosi di molte collaborazioni artistiche di prestigio.
Ars Ludi riceve il Leone d'Argento alla Biennale Musica di Venezia del 2022.

## Progetti
Tra i progetti realizzati da Ars Ludi si annoverano:
- "Jules Verne" di G. Battistelli;
- "Impurissima Foemina" di Ars Ludi e Faraualla;
- "Tetralogia del Sogno e del Dolore"[2] dedicata a W. Herzog ed ai Popol Vuh[3];
- “Drumming” di S. Reich;
- “Electric Counterpoint” di S. Reich;[4]
- "Tehillim” di S. Reich;[5]
- “Aphrodite” di G. Battistelli
- “Inanna’s descent” di L. Andriessen;[6]
- “Musikautomatik”[7] musiche di K. Stockhausen, P. Catalano/ N. Rota;[8]
- “Les Noces- Lo ‘Ngaudio”[9] musiche di I. Stravinskji testo di R. De Simone;
- “Déserts”, musiche di Edgard Varèse e video di Bill Viola.[8]

## Discografia

### Album
- ARS LUDI    Black & White (CD - Stradivarius)
- ARS LUDI    Ostinato (CD - Il Pontesonoro)
- ARS LUDI      percussione ed oltre  (CD - Musica Verticale)
- ARS LUDI      Macchine Virtuose (CD - Edipan)
- ARS LUDI       Living Room Music (CD – Lo Scompiglio)
- ARS LUDI       John Cage Four Walls (CD3 – Brilliant)
- ARS LUDI       John Cage (mus x perc) (CD2 – Brilliant)[10]